# Giuliana Farfalla
Giuliana Farfalla (* 23. April 1996 in Herbolzheim) ist ein deutsches Model und eine Reality-TV-Teilnehmerin.

## Biografie
Giuliana stammt aus Herbolzheim im Breisgau. Im Alter von 16 Jahren folgten die ersten geschlechtsangleichenden Operationen.
Anfang 2017 war sie Kandidatin der zwölften Staffel von Germany’s Next Topmodel, bei der Farfalla den elften Platz erreichte.
Im Januar 2018 gelangte sie als erste trans Frau auf das Cover des deutschen Playboy und nahm im selben Monat an der zwölften Staffel der Sendung Ich bin ein Star – Holt mich hier raus! teil. Dort belegte sie nach freiwilligem Ausstieg am sechsten Tag den zwölften Platz.

## Fernsehauftritte
- 2017: Germany’s Next Topmodel (ProSieben)
- 2018: Ich bin ein Star – Holt mich hier raus! (RTL)
- 2018: Das perfekte Promi-Dinner (VOX)
- 2021: Adam sucht Eva (RTL ll)
- 2022: Dubai Diaries – Living the Dream[5]
- 2025: Kampf der Realitystars – Schiffbruch am Traumstrand (RTL ll)